# Golden Globe 1997
La 54ª edizione della cerimonia di premiazione di Golden Globe si è tenuta il 19 gennaio 1997 al Beverly Hilton Hotel di Beverly Hills, California.
Kehly Sloane, figlia di Linda Grey, è stata la Golden Globe Ambassador dell'edizione.

## Premi per il cinema
Vengono di seguito indicati in grassetto i vincitori. Ove ricorrente e disponibile, viene indicato il titolo in lingua italiana e quello in lingua originale tra parentesi.

### Miglior film drammatico
- Il paziente inglese (The English Patient), regia di Anthony Minghella
- Le onde del destino (Breaking the Waves), regia di Lars von Trier
- Larry Flynt - Oltre lo scandalo (The People vs. Larry Flynt), regia di Miloš Forman
- Segreti e bugie (Secrets and Lies), regia di Mike Leigh
- Shine, regia di Scott Hicks

### Miglior film commedia o musicale
- Evita, regia di Alan Parker
- Piume di struzzo (The Birdcage), regia di Mike Nichols
- Tutti dicono I Love You (Everyone Says I Love You), regia di Woody Allen
- Fargo, regia di Joel Coen
- Jerry Maguire, regia di Cameron Crowe

### Miglior regista
- Miloš Forman - Larry Flynt - Oltre lo scandalo (The People vs. Larry Flynt)
- Anthony Minghella - Il paziente inglese (The English Patient)
- Alan Parker - Evita
- Joel Coen - Fargo
- Scott Hicks - Shine

### Miglior attore in un film drammatico
- Geoffrey Rush - Shine
- Ralph Fiennes - Il paziente inglese (The English Patient)
- Liam Neeson - Michael Collins
- Woody Harrelson - Larry Flynt - Oltre lo scandalo (The People vs. Larry Flynt)
- Mel Gibson - Ransom - Il riscatto (Ransom)

### Migliore attrice in un film drammatico
- Brenda Blethyn - Segreti e bugie (Secrets and Lies)
- Emily Watson - Le onde del destino (Breaking the Waves)
- Kristin Scott Thomas - Il paziente inglese (The English Patient)
- Meryl Streep - La stanza di Marvin (Marvin's Room)
- Courtney Love - Larry Flynt - Oltre lo scandalo (The People vs. Larry Flynt)

### Miglior attore in un film commedia o musicale
- Tom Cruise - Jerry Maguire (Jerry Maguire)
- Nathan Lane - Piume di struzzo (The Birdcage)
- Antonio Banderas - Evita
- Eddie Murphy - Il professore matto (The Nutty Professor)
- Kevin Costner - Tin Cup (Tin Cup)

### Migliore attrice in un film commedia o musicale
- Madonna - Evita
- Glenn Close - La carica dei 101 - Questa volta la magia è vera (101 Dalmatians)
- Frances McDormand - Fargo
- Barbra Streisand - L'amore ha due facce (The Mirror Has Two Faces)
- Debbie Reynolds - Mamma torno a casa (Mother)

### Miglior attore non protagonista
- Edward Norton - Schegge di paura (Primal Fear)
- Paul Scofield - La seduzione del male (The Crucible)
- James Woods - L'agguato - Ghosts from the Past (Ghosts of Mississippi)
- Cuba Gooding Jr. - Jerry Maguire
- Samuel L. Jackson - Il momento di uccidere (A Time to Kill)

### Migliore attrice non protagonista
- Lauren Bacall - L'amore ha due facce (The Mirror Has Two Faces)
- Joan Allen - La seduzione del male (The Crucible)
- Juliette Binoche - Il paziente inglese (The English Patient)
- Marion Ross - Conflitti del cuore (The Evening Star)
- Barbara Hershey - Ritratto di signora (The Portrait of a Lady)
- Marianne Jean-Baptiste - Segreti e bugie (Secrets and Lies)

### Migliore sceneggiatura
- Scott Alexander e Larry Karaszewski - Larry Flynt - Oltre lo scandalo (The People vs. Larry Flynt)
- Anthony Minghella - Il paziente inglese (The English Patient)
- Joel Coen e Ethan Coen - Fargo
- John Sayles - Stella solitaria (Lone Star)
- Jan Sardi e Scott Hicks - Shine

### Migliore colonna sonora originale
- Gabriel Yared - Il paziente inglese (The English Patient)
- Alan Menken - Il gobbo di Notre Dame (The Hunchback of Notre Dame)
- Elliot Goldenthal - Michael Collins
- Marvin Hamlisch - L'amore ha due facce (The Mirror Has Two Faces)
- David Hirschfelder - Shine

### Migliore canzone originale
- You Must Love Me, musica di Andrew Lloyd Webber e testo di Tim Rice - Evita (Evita)
- I've Finally Found Someone, musica e testo di Barbra Streisand, Marvin Hamlisch, Robert John Lange e Bryan Adams - L'amore ha due facce (The Mirror Has Two Faces)
- For the First Time, musica e testo di James Newton Howard, Jud Friedman e Allan Dennis Rich - Un giorno per caso (One Fine Day)
- That Thing You Do!, musica testo Adam Schlesinger - Music Graffiti (That Thing You Do!)
- Because You Loved Me, musica testo Diane Warren - Qualcosa di personale (Up Close & Personal)

### Miglior film straniero
- Kolya (Kolya), regia di Jan Svěrák (Repubblica Ceca)
- L'ottavo giorno (Le huitième jour), regia di Jaco van Dormael (Belgio)
- Il prigioniero del Caucaso (Kavkazskiy plennik), regia di Sergei Bodrov (Russia)
- Luna e l'altra, regia di Maurizio Nichetti (Italia)
- Ridicule (Ridicule), regia di Patrice Leconte (Francia)

## Premi per la televisione
Vengono di seguito indicati in grassetto i vincitori. Ove ricorrente e disponibile, viene indicato il titolo in lingua italiana e quello in lingua originale tra parentesi.

### Miglior serie drammatica
- X-Files (The X Files)
- Chicago Hope
- E.R. - Medici in prima linea (ER)
- New York Police Department (NYPD Blue)
- Cinque in famiglia (Party of Five)

### Miglior serie commedia o musicale
- Una famiglia del terzo tipo (3rd Rock from the Sun)
- Frasier
- Friends
- The Larry Sanders Show (The Larry Sanders Show)
- Innamorati pazzi (Mad About You)
- Seinfeld

### Miglior mini-serie o film per la televisione
- Rasputin - Il demone nero (Rasputin), regia di Uli Edel
- Crime of the Century (Crime of the Century), regia di Mark Rydell
- Gotti, regia di Robert Harmon
- L'orgoglio di un padre (Hidden in America), regia di Martin Bell
- Tre vite allo specchio (If These Walls Could Talk), regia di Cher e Nancy Savoca
- Losing Chase (Losing Chase), regia di Kevin Bacon

### Miglior attore in una serie drammatica
- David Duchovny - X-Files (The X Files)
- George Clooney - E.R. - Medici in prima linea (ER)
- Anthony Edwards - E.R. - Medici in prima linea (ER)
- Lance Henriksen - Millennium
- Jimmy Smits - New York Police Department (NYPD Blue)

### Miglior attore in una serie commedia o musicale
- John Lithgow - Una famiglia del terzo tipo (3rd Rock from the Sun)
- Kelsey Grammer - Frasier
- Tim Allen - Quell'uragano di papà (Home Improvement)
- Paul Reiser - Innamorati pazzi (Mad About You)
- Michael J. Fox - Spin City

### Miglior attore in una mini-serie o film per la televisione
- Alan Rickman - Rasputin - Il demone nero (Rasputin)
- Stephen Rea - Crime of the Century (Crime of the Century)
- Armand Assante - Gotti
- Beau Bridges - Losing Chase
- James Woods - The Summer of Ben Tyler (The Summer of Ben Tyler)

### Miglior attrice in una serie drammatica
- Gillian Anderson - X-Files (The X Files)
- Christine Lahti - Chicago Hope
- Jane Seymour - La signora del West (Dr. Quinn, Medicine Woman)
- Sherry Stringfield - E.R. - Medici in prima linea (ER)
- Heather Locklear - Melrose Place (Melrose Place)

### Miglior attrice in una serie commedia o musicale
- Helen Hunt - Innamorati pazzi (Mad About You)
- Cybill Shepherd - Cybill
- Brett Butler - Grace Under Fire (Grace Under Fire)
- Fran Drescher - La tata (The Nanny)
- Brooke Shields - Susan (Suddenly Susan)
- Tracey Ullman - Tracey Takes On... (Tracey Takes On...)

### Miglior attrice in una mini-serie o film per la televisione
- Helen Mirren - Losing Chase
- Isabella Rossellini - Crime of the Century (Crime of the Century)
- Demi Moore - Tre vite allo specchio (If These Walls Could Talk)
- Ashley Judd - Norma Jean & Marilyn (Norma Jean & Marilyn)
- Mira Sorvino - Norma Jean & Marilyn (Norma Jean & Marilyn)

### Miglior attore non protagonista in una serie
- Ian McKellen - Rasputin - Il demone nero (Rasputin)
- Noah Wyle - E.R. - Medici in prima linea (ER)
- David Hyde Pierce - Frasier
- David Paymer - Crime of the Century (Crime of the Century)
- Anthony Quinn - Gotti

### Miglior attrice non protagonista in una serie
- Kathy Bates - The Late Shift
- Kristen Johnston - Una famiglia del terzo tipo (3rd Rock from the Sun)
- Christine Baranski - Cybill
- Cher - Tre vite allo specchio (If These Walls Could Talk)
- Greta Scacchi - Rasputin - Il demone nero (Rasputin)

## Premi onorari
- Golden Globe alla carriera: Dustin Hoffman